# カマーニャ・モンフェッラート
カマーニャ・モンフェッラート（伊: Camagna Monferrato）は、イタリア共和国ピエモンテ州アレッサンドリア県にある、人口約500人の基礎自治体（コムーネ）。

## 地理

### 位置・広がり
| 隣接するコムーネは以下の通り。 - カザーレ・モンフェッラート - コンツァーノ - フラッシネッロ・モンフェッラート - ル・エ・クッカロ・モンフェッラート - ロジニャーノ・モンフェッラート - ヴィニャーレ・モンフェッラート |

### 地震分類
イタリアの地震リスク階級 (it) では、4 に分類される
。